# جيمس بي. كلارك
جيمس بي. كلارك هو سياسي كندي، ولد في 14 أكتوبر 1867 في كندا، وتوفي في 14 مايو 1943 بتشاتام كينت في كندا. حزبياً، نشط في United Farmers of Ontario ‏. وقد انتخب عضو برلمان مقاطعة أونتاريو.